# Copa Entel 2000
La Copa Entel 2000 fue la primera serie de partidos correspondiente al torneo amistoso de fútbol Copa Entel y que consistió en la disputa de cuatro Superclásicos durante ese año.
Tras un acuerdo firmado entre la empresa América Eventos y los clubes Colo-Colo y Universidad de Chile, se estableció la disputa de una primera edición junto a otras más en distintas ciudades de Chile en lo que se llamó el «Circuito Copa Entel».
De las cuatro ediciones, tres fueron ganadas por Colo-Colo (dos de ellas a través de lanzamientos penales) y una fue ganada por Universidad de Chile.

## Equipos participantes
- Colo-Colo
- Universidad de Chile

## Primera edición
Para la primera edición, ambos cuadros presentaron sus planteles titulares, exceptuando los jugadores convocados a la selección chilena para las clasificatorias al Mundial de Fútbol de 2002.
El partido, disputado en julio en el Estadio Tierra de Campeones de Iquique, terminó empatado 1-1 durante el tiempo reglamentario y se resolvió mediante definición a penales, en la cual, Colo-Colo ganó por 4-2, obteniendo así el primer título de la Copa Entel.
El cotejo fue transmitido en directo por Televisión Nacional de Chile.
| Copa Entel 2000 I edición; 22 de julio de 2000, 19:00 | Colo-Colo                                        | 1:1 (1:1) (4:2 p.)         | Universidad de Chile          | Estadio Tierra de Campeones, Iquique (Chile) |  |
|                                                       | Córdova 27'                                      | Reporte                    | Rodríguez 19'                 |                                              |  |
|                                                       |                                                  | Tiros desde el punto penal |                               |                                              |  |
|                                                       | Muñoz · Sarabia · Cisneros · González · Guajardo |                            | Mora · Musrri · Aros · Vargas |                                              |  |

### Campeón
| Campeón Colo-Colo |

## Segunda edición
Para la segunda edición, ambos cuadros presentaron sus planteles titulares ante la suspensión del campeonato nacional debido a la preparación de la selección chilena para las clasificatorias al Mundial de Fútbol de 2002.
El partido, disputado en agosto en el Estadio Municipal Parque Schott de Osorno, terminó empatado 3-3 durante el tiempo reglamentario y se resolvió mediante definición a penales, en la cual, Colo-Colo ganó por 4-2, obteniendo así el segundo título de la Copa Entel.
Por otra parte, los espectadores que presentaron una boleta o factura que los acreditase como clientes de Entel, se les rebajó el valor de la entrada en un 50%.
El cotejo fue transmitido en directo por Televisión Nacional de Chile.
| Copa Entel 2000 II edición; 12 de agosto de 2000, 19:00 | Colo-Colo                                  | 3:3 (1:1) (4:2 p.) | Universidad de Chile                          | Estadio Municipal Parque Schott, Osorno (Chile) |  |
|                                                         | Córdova 37', 57' · Barticciotto 86' (pen.) | Reporte            | Mora 14' (pen.) · Rodríguez 56' · Suazo 90+2' |                                                 |  |

### Campeón
| Campeón Colo-Colo |

## Tercera edición
El partido, disputado en octubre en el Estadio Germán Becker de Temuco, lo ganó Colo-Colo por 3-1, obteniendo así el tercer título de la Copa Entel.
Por otra parte, los espectadores que presentaron una boleta o factura que los acreditase como clientes de Entel, se les rebajó el valor de la entrada en un 50%.
| Copa Entel 2000 III edición; 7 de octubre de 2000, 22:00 | Colo-Colo                       | 3:1 (1:0) | Universidad de Chile | Estadio Germán Becker, Temuco (Chile) |  |
|                                                          | Vergara 42', 53' · González 86' | Reporte   | Castañeda 64'        |                                       |  |

### Campeón
| Campeón Colo-Colo |

## Cuarta edición
El partido, disputado en noviembre en el Estadio Municipal de Concepción, lo ganó Universidad de Chile por 2-1, obteniendo así su primer título de la Copa Entel.
Por otra parte, los espectadores que presentaron una boleta o factura que los acreditase como clientes de Entel, se les rebajó el valor de la entrada en un 50%.
| Copa Entel 2000 IV edición; 14 de noviembre de 2000       | Colo-Colo   | 1:2 (1:0) | Universidad de Chile             | Estadio Municipal de Concepción, Concepción (Chile) |  |
|                                                           | Vergara 20' | Reporte   | San Martín 59' · Mora 67' (pen.) |                                                     |  |
| 25' Yáñez (Universidad de Chile). · 51' Díaz (Colo-Colo). |             |           |                                  |                                                     |  |

### Campeón
| Campeón Universidad de Chile |